# Polypogon viridis
Polypogon viridis é uma espécie de planta com flor pertencente à família Poaceae. 
A autoridade científica da espécie é (Gouan) Breistr., tendo sido publicada em Bulletin de la Société Botanique de France 110(89): 56. 1963.
Os seus nomes comuns são polipogom-viçoso, rabo-de-raposa ou rabo-de-raposa-viçoso.

## Portugal
Trata-se de uma espécie presente no território português, nomeadamente em Portugal Continental, no Arquipélago dos Açores e no Arquipélago da Madeira.
Em termos de naturalidade é nativa das três regiões atrás indicadas.

## Protecção
Não se encontra protegida por legislação portuguesa ou da Comunidade Europeia.